# Heinrich Gustav Magnus
Pour les articles homonymes, voir Magnus.
Heinrich Gustav Magnus (né le 2 mai 1802 à Berlin et décédé le 4 avril 1870 à Berlin) est un physicien et un chimiste prussien du XIXe siècle. Il a étudié les effets du passage d'une balle dans un fluide, nommé d'après son nom l'effet Magnus.

## Carrière
Né à Berlin d'un riche marchand, Magnus avait cinq frères dont l'un, Eduard Magnus (1799-1872), devint un peintre célèbre. Magnus étudie au lycée de Friedrichswerder, puis au Cauersche Anstalt (de). Après avoir effectué son service militaire en tant que volontaire dans le bataillon de tirailleurs de la Garde (de), il étudie la chimie, la physique et la technologie à l'université de Berlin à partir de 1822. Il obtient son doctorat en 1827 sous la direction d'Eilhard Mitscherlich avec une thèse sur l'élément chimique tellure. Il poursuit ses études à l'Académie des sciences de Stockholm dans le laboratoire de Jöns Jacob Berzelius, avec qui il reste en bons termes jusqu'à la mort de Berzelius. Il entre ensuite à la Sorbonne chez Joseph Louis Gay-Lussac et Louis Jacques Thénard. Après son retour, il obtient l'autorisation d'enseigner la technologie et la physique en 1831. En plus de son poste de professeur à l'université, il enseigne également dans diverses institutions, telles que l'École combinée d'artillerie et du génie de Berlin. En 1834, il devient assistant professeur et professeur titulaire en 1845. Son succès est rapide : son style et ses expériences méthodiquement faites lui attirent un auditoire passionné. Il leur fait visiter des usines et des ateliers à travers la ville pour leur démontrer l'application de la science dans la vie courante. Ses colloques hebdomadaires dans sa demeure sont très prisés également.
Il a traité beaucoup de domaines de la physique et la chimie. De 1827 à 1833, Magnus se concentre sur la chimie et découvre entre autres les premiers composés d'amoniaque-platine (les sels verts de Magnus [Pt(NH3)4][PtCl4]) ; les acides sulphoviniques, éthionique et isethionique. Avec C.F. Ammermüller, il travaille sur les acides périodiques.

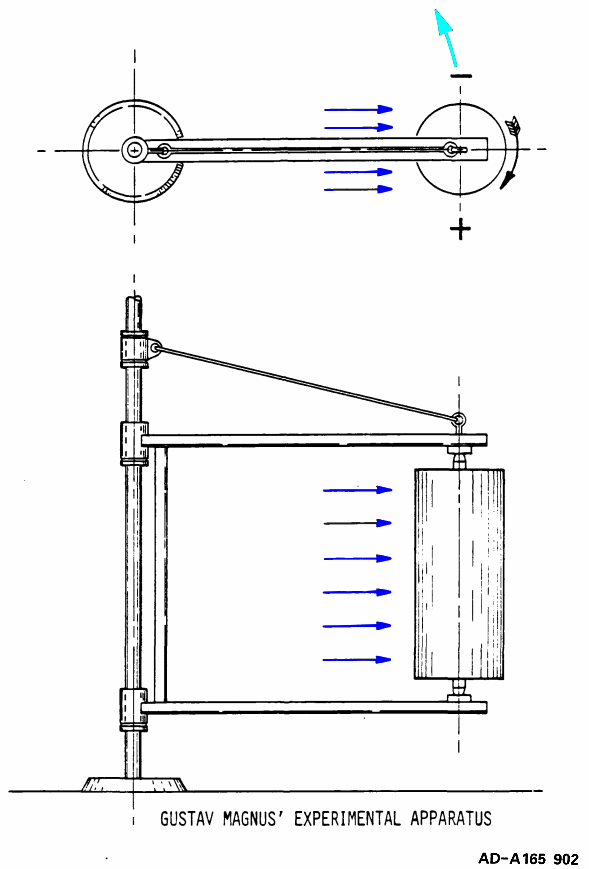
Le deuxième dispositif expérimental de Magnus qui lui a permis d'étudier son fameux effet aérodynamique éponyme.

En physique, il détermine les coefficients d'expansion des gaz (1841–1844), l'absorption des gaz par le sang (1837–1845), la pression de vapeur d'eau (formule de Magnus) et de diverses solutions (1844–1854), la thermoélectricité (1851), l'électrolyse (1856), l'induction de courants (1858-1861), la conduction de chaleur des gaz (1860), la polarisation de la chaleur (1866–1868) et en aérodynamique, la déflexion de projectiles d'armes à feu et l'effet Magnus (1852) (ci-contre).
Il a été trois fois élu doyen de faculté en 1847, 1858 et 1863, et recteur de l'université en 1861. Le gouvernement allemand lui confia plusieurs missions à cause de sa notoriété. En 1865, il représenta la Prusse à la conférence de Francfort sur l'introduction du système métrique en Allemagne. Magnus se retira en 1869. Sa première publication date de 1825, alors qu'il était étudiant, et sa dernière juste après sa mort survenue le 4 avril 1870 à Berlin. Heinrich Gustav Magnus est devenu membre étranger de la Royal Society le 30 avril 1863.

## Vie privée
Gustav Magnus acheta l’actuel hôtel Magnus en 1840, un palais construit sous Frédéric le Grand en 1760 dans le centre-ville de Berlin. Il y a aménagé un laboratoire personnel et y vécut avec son épouse Bertha Humblot, une huguenote d'origine française, et ses enfants : un garçon et deux filles. Cette maison a également abrité Joseph-Louis de Lagrange au XVIIIe siècle et Max Reinhardt, de 1911 à 1921. Durant les années 1990, la compagnie Siemens AG procéda à son acquisition et restauration.
Il est enterré au cimetière de Dorotheenstadt de Berlin.